# Pilea subserrata
Pilea subserrata är en nässelväxtart som beskrevs av Hugh Algernon Weddell. Pilea subserrata ingår i släktet pileor, och familjen nässelväxter. Inga underarter finns listade i Catalogue of Life.